# Quintin Hogg
Quintin McGarel Hogg, Burggraaf Hailsham, Baron Hailsham van St Marylebonen (Londen, Engeland, 9 oktober 1907 – aldaar, 12 oktober 2001) was een Brits politicus van de Conservative Party.
Geboren in een adellijke familie, na het overlijden van zijn vader erfde hij de titel van Burggraaf Hailsham (Viscount Hailsham) op 16 augustus 1950. Hogg was van 1970 tot 1974 en van 1979 tot 1987 minister van Justitie in de Kabinetten-Heath en Thatcher, met 12-jaar is hij de op een na langstzittende minister van Justitie in Britse geschiedenis.

## Titels en predicaten
- Quintin McGarel Hogg (1907–1950)
- Quintin McGarel Hogg, Burggraaf Hailsham (1950–1963)
- Quintin McGarel Hogg (1963–1964)
- Sir Quintin McGarel Hogg (1964–1970)
- Sir Quintin McGarel Hogg, Baron Hailsham van St Marylebonen (1970–2001)

- Bibsys: 90737613
- Bibliothèque nationale de France: cb121862844 (data)
- CiNii: DA0050422X
- Gemeinsame Normdatei: 118970585
- Library of Congress Control Number: n80056868
- Bibliotheek van het Japanse parlement: 00467794
- Nationale Bibliotheek van Tsjechië: skuk0002838
- Nationale bibliotheek van Australië: 35426802
- Nationale Bibliotheek van Israël: 987007262368505171
- Nationale Bibliotheek van Polen: a0000002307636
- Nationale en Universitaire bibliotheek Zagreb: 000172565
- Nederlandse Thesaurus van Auteursnamen: 069461538
- LIBRIS: 190009
- SNAC: w6np26j1
- Système universitaire de documentation: 030451256
- Trove: 948579
- Virtual International Authority File: 108333090